# Campionati europei di pattinaggio di figura 2019
I Campionati europei di pattinaggio di figura 2019 sono la 111ª edizione della competizione di pattinaggio di figura, valida per la stagione 2018-2019. In programma le gare di singolo maschile e femminile, coppie e danza su ghiaccio. Saranno ammessi i pattinatori nati entro il 1º luglio 2003, provenienti da una nazione europea membro della International Skating Union.

## Numero di partecipanti per discipline
In base ai risultati del campionato europeo 2018, ogni nazione membro dell'ISU può schierare da 1 a 3 partecipanti.
| Posti                                            | Singolo maschile                                                       | Singolo femminile                                            | Coppie                           | Danza su ghiaccio                    |
| ------------------------------------------------ | ---------------------------------------------------------------------- | ------------------------------------------------------------ | -------------------------------- | ------------------------------------ |
| 3                                                | Russia                                                                 | Russia                                                       | Italia Russia                    | Francia Italia Russia                |
| 2                                                | Belgio Rep. Ceca Francia Georgia Israele Italia Lettonia Spagna Svezia | Belgio Finlandia Francia Germania Italia Slovacchia Svizzera | Austria Francia Germania Israele | Danimarca Polonia Spagna Regno Unito |
| I paesi non in lista hanno un solo partecipante. |                                                                        |                                                              |                                  |                                      |

## Medagliere
| Pos.   | Paese     | Oro | Argento | Bronzo | Totale |
| ------ | --------- | --- | ------- | ------ | ------ |
| 1      | Francia   | 2   | 0       | 0      | 2      |
| 2      | Russia    | 1   | 4       | 1      | 6      |
| 3      | Spagna    | 1   | 0       | 0      | 1      |
| 4      | Italia    | 0   | 0       | 2      | 2      |
| 5      | Finlandia | 0   | 0       | 1      | 1      |
| Totale | Totale    | 4   | 4       | 4      | 12     |

## Risultati

### Singolo maschile
| Posizione                         | Nome                | Nazione       | Punteggio | Programma Corto | Programma Corto | Programma Libero | Programma Libero |
| --------------------------------- | ------------------- | ------------- | --------- | --------------- | --------------- | ---------------- | ---------------- |
| 1                                 | Javier Fernández    | Spagna        | 271.59    | 3               | 91.84           | 1                | 179.75           |
| 2                                 | Aleksandr Samarin   | Russia        | 269.84    | 2               | 91.97           | 2                | 177.87           |
| 3                                 | Matteo Rizzo        | Italia        | 247.08    | 10              | 81.41           | 3                | 165.67           |
| 4                                 | Kevin Aymoz         | Francia       | 246.34    | 4               | 88.02           | 4                | 158.32           |
| 5                                 | Michail Koljada     | Russia        | 240.87    | 1               | 100.49          | 11               | 140.38           |
| 6                                 | Daniel Grassl       | Italia        | 236.70    | 9               | 81.69           | 5                | 155.01           |
| 7                                 | Michal Březina      | Rep. Ceca     | 234.25    | 8               | 83.66           | 6                | 150.59           |
| 8                                 | Alexander Majorov   | Svezia        | 225.38    | 11              | 79.88           | 8                | 145.50           |
| 9                                 | Alexei Bychenko     | Israele       | 220.50    | 7               | 84.19           | 13               | 136.31           |
| 10                                | Moris Qvitelashvili | Georgia       | 219.79    | 15              | 73.04           | 7                | 146.75           |
| 11                                | Deniss Vasiļjevs    | Lettonia      | 219.50    | 12              | 78.87           | 10               | 140.63           |
| 12                                | Adam Siao Him Fa    | Francia       | 218.06    | 13              | 76.70           | 9                | 141.36           |
| 13                                | Daniel Samohin      | Israele       | 217.17    | 6               | 86.48           | 14               | 130.69           |
| 14                                | Maksim Kovtun       | Russia        | 216.18    | 5               | 87.70           | 16               | 128.48           |
| 15                                | Paul Fentz          | Germania      | 209.96    | 17              | 69.70           | 12               | 140.26           |
| 16                                | Vladimir Litvintsev | Azerbaigian   | 204.28    | 14              | 73.60           | 15               | 130.68           |
| 17                                | Aleksandr Selevko   | Estonia       | 195.13    | 16              | 69.94           | 20               | 125.19           |
| 18                                | Sondre Oddvoll Bøe  | Norvegia      | 192.01    | 20              | 66.03           | 18               | 125.98           |
| 19                                | Matyáš Bělohradský  | Rep. Ceca     | 191.22    | 18              | 67.40           | 21               | 123.82           |
| 20                                | Luc Maierhofer      | Austria       | 189.00    | 21              | 63.63           | 19               | 125.37           |
| 21                                | Graham Newberry     | Gran Bretagna | 188.62    | 22              | 61.33           | 17               | 127.29           |
| 22                                | Ivan Šmuratko       | Ucraina       | 178.29    | 19              | 67.26           | 24               | 111.03           |
| 23                                | Irakli Maysuradze   | Georgia       | 174.43    | 24              | 60.89           | 22               | 113.54           |
| 24                                | Davide Lewton Brain | Monaco        | 173.61    | 23              | 61.07           | 23               | 112.54           |
| Eliminati dopo il programma corto |                     |               |           |                 |                 |                  |                  |
| 25                                | Ihor Rezničenko     | Polonia       | 59.99     | 25              | 59.99           | N.D.             | N.D.             |
| 26                                | Slavik Hayrapetyan  | Armenia       | 59.87     | 26              | 59.87           | N.D.             | N.D.             |
| 27                                | Nikolaj Majorov     | Svezia        | 59.68     | 27              | 59.68           | N.D.             | N.D.             |
| 28                                | Burak Demirboğa     | Turchia       | 56.95     | 28              | 56.95           | N.D.             | N.D.             |
| 29                                | Nicky Obreykov      | Bulgaria      | 56.54     | 29              | 56.54           | N.D.             | N.D.             |
| 30                                | Yakau Zenko         | Bielorussia   | 56.38     | 30              | 56.38           | N.D.             | N.D.             |
| 31                                | Lukas Britschgi     | Svizzera      | 55.86     | 31              | 55.86           | N.D.             | N.D.             |
| 32                                | Roman Galay         | Finlandia     | 55.40     | 32              | 55.40           | N.D.             | N.D.             |
| 33                                | Conor Stakelum      | Irlanda       | 55.03     | 33              | 55.03           | N.D.             | N.D.             |
| 34                                | Héctor Alonso       | Spagna        | 53.94     | 34              | 53.94           | N.D.             | N.D.             |
| 35                                | Michael Neuman      | Slovacchia    | 53.38     | 35              | 53.38           | N.D.             | N.D.             |
| 36                                | Thomas Kennes       | Paesi Bassi   | 48.57     | 36              | 48.57           | N.D.             | N.D.             |
| 37                                | Alexander Borovoj   | Ungheria      | 46.56     | 37              | 46.56           | N.D.             | N.D.             |

### Singolo femminile
| Posizione                         | Nome                     | Nazione       | Punteggio | Programma Corto | Programma Corto | Programma Libero | Programma Libero |
| --------------------------------- | ------------------------ | ------------- | --------- | --------------- | --------------- | ---------------- | ---------------- |
| 1                                 | Sof'ja Samodurova        | Russia        | 213.84    | 2               | 72.88           | 1                | 140.96           |
| 2                                 | Alina Zagitova           | Russia        | 198.34    | 1               | 75.00           | 4                | 123.34           |
| 3                                 | Viveca Lindfors          | Finlandia     | 194.40    | 4               | 65.61           | 3                | 128.79           |
| 4                                 | Stanislava Konstantinova | Russia        | 189.72    | 11              | 56.76           | 2                | 132.96           |
| 5                                 | Laurine Lecavelier       | Francia       | 180.05    | 6               | 63.29           | 6                | 116.76           |
| 6                                 | Alexia Paganini          | Svizzera      | 179.90    | 3               | 65.64           | 7                | 114.26           |
| 7                                 | Maé-Bérénice Méité       | Francia       | 177.10    | 8               | 58.95           | 5                | 118.15           |
| 8                                 | Emmi Peltonen            | Finlandia     | 170.03    | 10              | 58.06           | 8                | 111.97           |
| 9                                 | Nicole Rajičová          | Slovacchia    | 169.03    | 5               | 64.08           | 12               | 104.95           |
| 10                                | Eliška Březinová         | Rep. Ceca     | 166.77    | 12              | 55.85           | 9                | 110.92           |
| 11                                | Aleksandra Fejgin        | Bulgaria      | 164.20    | 9               | 58.80           | 11               | 105.40           |
| 12                                | Ekaterina Rjabova        | Azerbaigian   | 163.17    | 7               | 59.95           | 13               | 103.22           |
| 13                                | Ivett Tóth               | Ungheria      | 160.83    | 13              | 54.90           | 10               | 105.93           |
| 14                                | Julia Sauter             | Romania       | 153.15    | 14              | 54.29           | 15               | 98.86            |
| 15                                | Yasmine Kimiko Yamada    | Svizzera      | 151.12    | 18              | 51.21           | 14               | 99.91            |
| 16                                | Nicole Schott            | Germania      | 149.26    | 19              | 50.68           | 16               | 98.58            |
| 17                                | Daša Grm                 | Slovenia      | 147.29    | 15              | 53.50           | 17               | 93.79            |
| 18                                | Anita Östlund            | Svezia        | 144.66    | 17              | 52.76           | 18               | 91.90            |
| 19                                | Lucrezia Gennaro         | Italia        | 143.10    | 16              | 52.91           | 20               | 90.19            |
| 20                                | Natasha McKay            | Gran Bretagna | 140.08    | 22              | 48.20           | 19               | 91.88            |
| 21                                | Nathalie Weinzierl       | Germania      | 134.58    | 24              | 46.09           | 21               | 88.49            |
| 22                                | Anastasija Galustjan     | Armenia       | 132.63    | 21              | 48.38           | 22               | 84.25            |
| 23                                | Pernille Sørensen        | Danimarca     | 131.78    | 20              | 50.59           | 23               | 81.19            |
| 24                                | Antonina Dubinina        | Serbia        | 120.25    | 23              | 47.20           | 24               | 73.05            |
| Eliminate dopo il programma corto |                          |               |           |                 |                 |                  |                  |
| 25                                | Elżbieta Gabryszak       | Polonia       | 45.77     | 25              | 45.77           | N.D.             | N.D.             |
| 26                                | Sophia Schaller          | Austria       | 44.20     | 26              | 44.20           | N.D.             | N.D.             |
| 27                                | Gerli Liinamäe           | Estonia       | 44.08     | 27              | 44.08           | N.D.             | N.D.             |
| 28                                | Kyarha van Tiel          | Paesi Bassi   | 44.00     | 28              | 44.00           | N.D.             | N.D.             |
| 29                                | Lara Naki Gutmann        | Italia        | 43.96     | 29              | 43.96           | N.D.             | N.D.             |
| 30                                | Silvia Hugec             | Slovacchia    | 43.33     | 30              | 43.33           | N.D.             | N.D.             |
| 31                                | Valentina Matos          | Spagna        | 42.86     | 31              | 42.86           | N.D.             | N.D.             |
| 32                                | Paulina Ramanauskaitė    | Lituania      | 42.31     | 32              | 42.31           | N.D.             | N.D.             |
| 33                                | Camilla Gjersem          | Norvegia      | 39.81     | 33              | 39.81           | N.D.             | N.D.             |
| 34                                | Hana Cvijanović          | Croazia       | 38.00     | 34              | 38.00           | N.D.             | N.D.             |
| 35                                | Elizabete Jubkane        | Lettonia      | 37.75     | 35              | 37.75           | N.D.             | N.D.             |
| 36                                | Anastasija Hožva         | Ucraina       | 35.51     | 36              | 35.51           | N.D.             | N.D.             |

### Coppie
| Posizione | Nome                                     | Nazione       | Punteggio | Programma Corto | Programma Corto | Programma Libero | Programma Libero |
| --------- | ---------------------------------------- | ------------- | --------- | --------------- | --------------- | ---------------- | ---------------- |
| 1         | Vanessa James / Morgan Ciprès            | Francia       | 225.66    | 1               | 76.55           | 1                | 149.11           |
| 2         | Evgenija Tarasova / Vladimir Morozov     | Russia        | 218.82    | 2               | 73.90           | 2                | 144.92           |
| 3         | Aleksandra Bojkova / Dmitrij Kozlovskij  | Russia        | 205.28    | 4               | 72.58           | 3                | 132.70           |
| 4         | Nicole Della Monica / Matteo Guarise     | Italia        | 205.14    | 3               | 73.70           | 4                | 131.44           |
| 5         | Dar'ja Pavljučenko / Denis Chodykin      | Russia        | 185.92    | 5               | 65.89           | 6                | 120.03           |
| 6         | Minerva Fabienne Hase / Nolan Seegert    | Germania      | 180.56    | 6               | 60.08           | 5                | 120.48           |
| 7         | Laura Barquero / Aritz Maestu            | Spagna        | 160.16    | 9               | 53.89           | 7                | 106.27           |
| 8         | Lana Petranović / Antonio Souza-Kordeiru | Croazia       | 151.89    | 10              | 50.99           | 8                | 100.90           |
| 9         | Rebecca Ghilardi / Filippo Ambrosini     | Italia        | 147.75    | 8               | 54.48           | 10               | 93.27            |
| 10        | Zoe Jones / Christopher Boyadji          | Gran Bretagna | 138.85    | 11              | 45.33           | 9                | 93.52            |
| WR        | Miriam Ziegler / Severin Kiefer          | Austria       | WR        | 7               | 57.70           | WR               | WR               |

### Danza su ghiaccio
| Posizione                         | Nome                                    | Nazione       | Punteggio | Rhythm Dance | Rhythm Dance | Programma Libero | Programma Libero |
| --------------------------------- | --------------------------------------- | ------------- | --------- | ------------ | ------------ | ---------------- | ---------------- |
| 1                                 | Gabriella Papadakis / Guillaume Cizeron | Francia       | 217.98    | 1            | 84.79        | 1                | 133.19           |
| 2                                 | Aleksandra Stepanova / Ivan Bukin       | Russia        | 206.41    | 2            | 81.37        | 2                | 125.04           |
| 3                                 | Charlène Guignard / Marco Fabbri        | Italia        | 199.84    | 3            | 79.05        | 4                | 120.79           |
| 4                                 | Viktorija Sinicina / Nikita Kacalapov   | Russia        | 193.95    | 5            | 70.24        | 3                | 123.71           |
| 5                                 | Natalia Kaliszek / Maksym Spodyrjev     | Polonia       | 185.35    | 4            | 72.87        | 5                | 112.48           |
| 6                                 | Lilah Fear / Lewis Gibson               | Gran Bretagna | 182.05    | 7            | 69.77        | 6                | 112.28           |
| 7                                 | Sara Hurtado / Kirill Chaljavin         | Spagna        | 180.67    | 8            | 69.28        | 7                | 111.39           |
| 8                                 | Olivia Smart / Adrián Díaz              | Spagna        | 176.84    | 6            | 70.02        | 9                | 106.82           |
| 9                                 | Sof'ja Evdokimova / Egor Bazin          | Russia        | 175.62    | 11           | 66.65        | 8                | 108.97           |
| 10                                | Marie-Jade Lauriault / Romain Le Gac    | Francia       | 172.33    | 9            | 68.98        | 11               | 103.35           |
| 11                                | Juulia Turkkila / Matthias Versluis     | Finlandia     | 168.34    | 10           | 67.18        | 12               | 101.16           |
| 12                                | Adelina Galjavieva / Louis Thauron      | Francia       | 168.02    | 13           | 64.62        | 10               | 103.40           |
| 13                                | Allison Reed / Saulius Ambrulevičius    | Lituania      | 164.11    | 12           | 64.81        | 14               | 99.30            |
| 14                                | Jasmine Tessari / Francesco Fioretti    | Italia        | 162.94    | 15           | 63.12        | 13               | 99.82            |
| 15                                | Shari Koch / Christian Nüchtern         | Germania      | 159.81    | 14           | 63.45        | 15               | 96.36            |
| 16                                | Dar'ja Popova / Volodymyr Bjelikov      | Ucraina       | 152.01    | 16           | 60.01        | 17               | 92.00            |
| 17                                | Robynne Tweedale / Joseph Buckland      | Gran Bretagna | 149.66    | 18           | 57.38        | 16               | 92.28            |
| 18                                | Anna Kublikova / Yuri Hulitski          | Bielorussia   | 147.51    | 19           | 57.08        | 18               | 90.43            |
| 19                                | Anna Janovskaja / Ádám Lukács           | Ungheria      | 147.32    | 17           | 58.70        | 19               | 88.62            |
| 20                                | Shira Ichilov / Vadim Davidovich        | Israele       | 142.12    | 20           | 54.92        | 20               | 87.20            |
| Eliminati dopo il programma corto |                                         |               |           |              |              |                  |                  |
| 21                                | Carolina Moscheni / Andrea Fabbri       | Italia        | 54.20     | 21           | 54.20        | N.D.             | N.D.             |
| 22                                | Justyna Plutowska / Jérémie Flemin      | Polonia       | 52.08     | 22           | 52.08        | N.D.             | N.D.             |
| 23                                | Teodora Markova / Simon Daze            | Bulgaria      | 52.07     | 23           | 52.07        | N.D.             | N.D.             |
| 24                                | Victoria Manni / Carlo Röthlisberger    | Svizzera      | 50.63     | 24           | 50.63        | N.D.             | N.D.             |
| 25                                | Katerina Bunina / German Frolov         | Estonia       | 44.82     | 25           | 44.82        | N.D.             | N.D.             |